# Dicymbium
Dicymbium és un gènere d'aranyes araneomorfes de la subfamilia Erigoninae, dins de la família Linyphiidae.
Fou descrit per primera vegada per Anton Menge l'any 1868.
L'etimologia del gènere es basa en l'aspecte del palp masculí. La tíbia palpal té una projecció allargada, ampla i en forma de copa que envolta el cymbium pròpiament dorsalment. Per tant, Menge va optar per anomenar el gènere Dicymbium, que significa literalment dos cymbia/ doble cymbium.

## Distribució
Es pot trobar a la zona holàrtica.

## Llista d'espècies
Segons The World Spider Catalog 12.0:
- Dicymbium elongatum (Emerton, 1882) – USA, Canadà
- Dicymbium facetum (L. Koch, 1879) – Rússia, Mongòlia
- Dicymbium libidinosum (Kulczyński, 1926) – Rússia (Sibèria fins a l'Extrem Orient), Xina
- Dicymbium nigrum (Blackwall, 1834) (Esp. tipus) – Europa, Turquia, Caucas, Rússia (fins a la Sibèria), Kazakhstan, Kirguizstan, Xina
  - Dicymbium n. brevisetosum Locket, 1962 – Europa
- Dicymbium salaputium Saito, 1986 – Japó
- Dicymbium sinofacetum Tanasevitch, 2006 – Xina
- Dicymbium tibiale (Blackwall, 1836) – Europa
- Dicymbium yaginumai Eskov & Marusik, 1994 – Rússia (Extrem Orient), Japó